# سانت كلير دريك
سانت كلير دريك (بالإنجليزية: St. Clair Drake)‏ هو عالم إنسان أمريكي، ولد في 2 يناير 1911 في سوفولك في الولايات المتحدة، وتوفي في 15 يونيو 1990 في بالو ألتو في الولايات المتحدة.